# Plagiomyia achaeta
Plagiomyia achaeta är en tvåvingeart som beskrevs av Malloch 1938. Plagiomyia achaeta ingår i släktet Plagiomyia och familjen parasitflugor. Inga underarter finns listade i Catalogue of Life.